# О-Бан
О-Бан (нем. O-Bahn) — высокоскоростная трасса направляемого автобуса, расположенная в южноавстралийской столице Аделаиде. Название О-Бан происходит от латинского omnibus («для всех») и немецкого bahn («путь» или «дорога»). Первоначально была разработана концерном Даймлер-Бенц, чтобы дать автобусам возможность избежать пробок, используя трамвайные тоннели в немецком городе Эссен.
Трасса была запущена в 1986 году, чтобы обслуживать быстрорастущие северо-восточные пригороды, и заменила первоначальные планы по продлению на северо-восток линии трамвая из Гленелга.
Конструкция О-Бана является уникальной в системе общественного транспорта: иногда для автобусов выделяют отдельные полосы или проезды, однако О-Бан представляет собой специально сконструированную трассу, в которой сочетаются элементы автобусного и железнодорожного транспорта. Длина трассы составляет 12 километров (7,5 миль). На трассе располагается одна остановка и две станции пересадок: Клемциг, Парадайз и Ти Три Плаза. Станции пересадок позволяют автобусам выезжать с трассы и продолжать движение по городским маршрутам без необходимости посадки—высадки пассажиров. Максимальная скорость движения по трассе составляет 100 км/ч. Трасса способна пропускать 18 000 пассажиров в час. Время движения из центральной части города до Ти Три Плазы составляет 15 минут.

## История
Население Аделаиды значительно увеличилось в период индустриализации, последовавший за Второй мировой войной. Общее число жителей выросло с 321 400 в 1938 году до 1 129 269 в 2005 году. Чтобы транспортная система могла справиться с таким ростом, был разработан план развития, представленный публике в 1968 году: Metropolitan Adelaide Transport Study (MATS). План предполагал строительство сети скоростных шоссе, пересекающих центральную часть города, а также прокладку подземной системы метрополитена. Одной из трасс, которую предполагалось построить, была Modbury Freeway, соединявшая городскую кольцевую автомагистраль (англ. Great Junction Road) с северо-восточными пригородами, которые в то время в большинстве своём были совершенно не развиты. Трасса должна была пройти в парковой зоне вдоль реки Торренс.
Масштабы представленного плана вызвали недовольство общественности: некоторые районы города предполагалось полностью уничтожить. Так на месте одного из пригородов Аделаиды планировалось построить большую многоуровневую развязку. Недовольство жителей усугубили распространявшиеся в газетах изображения транспортных узлов крупных городов мира. Последующие составы правительства отказались от этих предложений, и зарезервированные земли были проданы под жилищную застройку. Однако земля, выделенная под строительство Modbury Freeway, осталась зарезервированной и была названа «Транспортный коридор Модбери». Тем не менее, длительное время никакого строительства на этих землях не велось.

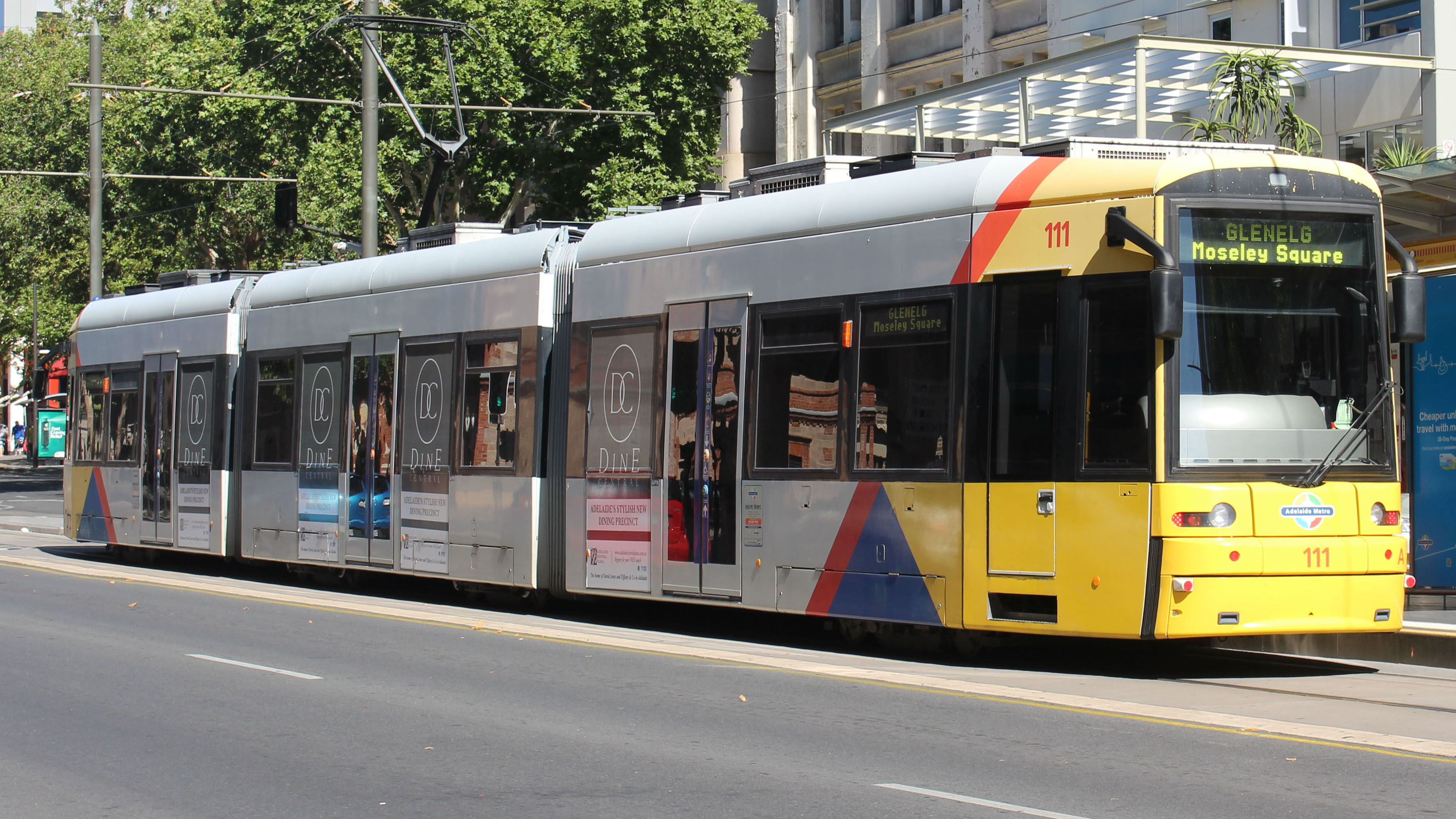
Через четверть века после открытия О-Бана правительство лейбористов во главе с Премьером Майком Ранном приобрело новые трамваи и предложило продлить трамвайную линию до городского железнодорожного вокзала

Население региона Ти Три Гэлли (северо-восточных пригородов) увеличилось с 2 561 в 1954 году до 91 921 в 2001 году благодаря активному жилищному строительству. В 1973 году министр транспорта штата выступил за использование Транспортного коридора Модбери для облегчения транспортной ситуации, предложив план строительства железной дороги. На протяжении следующих четырёх лет Департамент транспорта проводил исследование состояния системы общественного транспорта северо-восточных пригородов (англ. North East Public Transport Review (NEAPTR)) и рассматривал возможность строительства железной дороги, ветки трамвая, автобусной линии и скоростной автотрассы в качестве одного из вариантов развития транспортного коридора. В 1978 году группа экспертов пришла к выводу, что строительство трамвайной или автобусной линии является наиболее предпочтительным. Правящая Лейбористская партия Австралии во главе с премьером Доном Данстэном приняла решение о продлении трамвайной линии, тянущейся от пригорода Гленелг. Новая линия должна была пройти с юга через центральную улицу города и парковую зону и уйти на северо-восток в транспортный коридор Модбери.
По всей протяжённости трамвайной линии было предложено организовать остановки транзитных автобусов, которые должны были подвозить пассажиров из пригородов. Планировалось приобретение новых трамваев, чтобы заменить старые вагоны выпуска 1929 года. Однако и этот проект вызвал серьёзное недовольство общественности; городской совет центральной части города представил ряд возражений, которые сводились к тому, что предложенная линия испортит хорошо продуманный план центральной части города, созданный ещё Уильямом Лайтом. В ответ правительство было вынуждено предложить провести трамвайную линию в тоннеле под городом, что значительно увеличило сметную стоимость проекта. Жители центральных районов города беспокоились по поводу шума от проезжающих трамваев и протестовали против фактического разрушения ущелья Торренс, которое находилось на территории транспортного коридора. Член парламента от Либеральной партии Майкл Уилсон, избранный в округе Торренс, протестовал против строительства линии от имени своих избирателей.
Началось строительство туннеля, однако отставка популярного премьера Данстена в 1979 году ослабила правительство, которое пыталось договориться с бастующими водителями автобусов и общественностью, недовольной планами строительства трамвайной линии. На выборах того года Либеральная партия получила преимущество в 11 %. Уилсон стал министром транспорта в новом кабинете, и строительство трамвайной линии было немедленно прекращено.

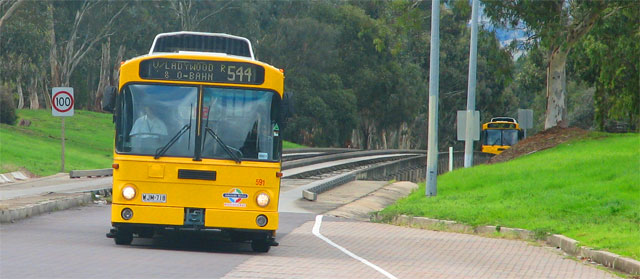
Автобус въезжает на остановку Клемциг

В поисках альтернативы провалившемуся проекту правительство отправило специалистов для исследования новой системы направляемого автобуса, разработанную в Германии концерном «Даймлер-Бенц» для использования в трамвайных тоннелях Эссена. После длительных консультаций с немецкими инженерами власти города приняли решение о строительстве О-Бана. Предложенная система значительно превосходила ранее рассмотренные проекты; для её строительства требовалось меньше земли, уровень шума был ниже, скорость движения автобусов была выше и общая стоимость проекта была значительно скромнее. Кроме того, уникальная система беспересадочного обслуживания прилегающих районов делала её значительно более привлекательной. Был разработан проект строительства трассы протяжённостью 12 км (7,5 мили): первоначально предполагалось, что длина самого О-Бана составит 3 км (1,8 мили), а остальная часть станет обычной автобусной трассой. Однако соображения безопасности и требования общественности привели к решению строить О-Бан на всем протяжении маршрута. Строительство началось в 1983 году с первой секции трассы до пересадочной станции Парадайз. В 1984 году правительство либералов во главе с Тонкином, занимавшееся строительством О-Бана, не было переизбрано. К власти пришли лейбористы, что поставило под сомнение будущее проекта. Новое правительство после соответствующих консультаций решило продолжить строительство первой очереди трассы и в 1986 году приступило ко второй фазе проекта (от Парадайз до Ти Три Плаза). Стоимость проекта составила 98 миллионов австралийских долларов (включая стоимость приобретённых автобусов).
В первый год после завершения строительства первой очереди трассы в 1986 году О-Бан перевёз более 4 миллионов пассажиров. Это количество увеличилось на 30 % в течение второго года. Когда в 1989 году строительство было завершено, пассажиропоток вырос ещё на 17 %. Транспортная система Аделаиды была приватизирована в 1990-х годах, что привело к общему снижению пассажиропотока на всех видах общественного транспорта города (автобус, городские и пригородные железные дороги и трамвай) на 25 %. Исключением стал О-Бан, на котором не наблюдалось снижения показателей. В 1996 году он перевозил 19 500 пассажиров ежедневно (7,13 миллиона в год). В настоящее время ежедневно перевозится 22 000 пассажиров (8 миллионов в год).

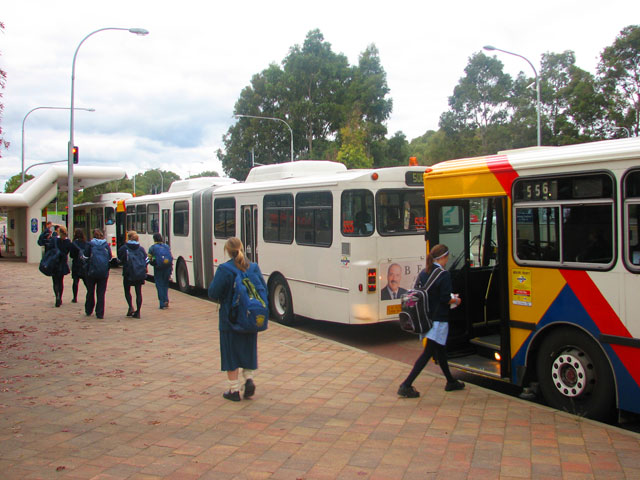
Школьники садятся в автобус О-Бана на остановке Клемциг

Выдвигалось несколько предложений продлить О-Бан до пригорода Голден Гроув и до округа Онкапаринга на юге. Продление трассы до Голден Гроув потребует вложения значительных средств для выкупа земли, в настоящее время находящейся в частной собственности, для удлинения коридора. Рост населения в этих районах практически прекратился, хотя городское строительство продолжается за станцией пересадки Ти Три Плаза на протяжении ещё восьми километров по направлению к Аделаидским холмам. Конструкция трассы, использующейся в настоящее время, предполагает возможность остановки в районе городской кольцевой автодороги, хотя эта остановка так и не была построена.
Проект продления О-Бана на юг вызвал наибольший общественный интерес и стал предметом многочисленных исследований, проведённых правительством с 1996 года. Железнодорожная ветка, тянущаяся через юг города, не проходит через его центр, более того, к ней не прилегают транзитные маршруты центрального общественного транспорта. О-Бан, проходящий через этот район, будет способствовать дальнейшему росту населения южных пригородов и их интеграции. Наиболее популярный проект продления трассы предполагал её расположение вдоль железнодорожной линии Норланга из города до Тонсли. Там О-Бан должен был закончиться, а автобусы могли продолжать движение по обновленному южному скоростному шоссе далее на юг. Строительство такого О-Бана требовало сместить железнодорожные пути в сторону. Кроме того, требовалось полностью перестроить несколько транспортных развязок и мостов. Приблизительная сметная стоимость строительства достигла 182 миллионов австралийских долларов. Проект был признан слишком дорогостоящим, и в 2001 году исследования прекратили. Нынешнее правительство лейбористов, стоящее у власти в Южной Австралии, сосредоточилось на проектах расширения южного шоссе и продления трамвайной линии.
В течение пяти лет с 2007 до 2012 года планируется приобрести 160 новых автобусов общей стоимостью 120 миллионов австралийских долларов. Они заменят ныне использующиеся машины на О-Бане и других городских маршрутах (некоторым автобусам уже по 25 лет). Ожидается, что первые автобусы выйдут на маршруты уже в 2008 году. Контракт выиграла «Scania». Соглашение предполагает, что более 89 % общественного транспорта города станет доступным для людей с ограниченными возможностями (в том числе инвалидам-колясочникам) к 2013 году, а все 100 % — к 2022 году. Кроме того, все автобусы планируется оснастить кондиционерами к 2013 году. Предполагается, что количество людей, ежедневно пользующихся общественным транспортом в Аделаиде, удвоится к 2018 году.

## Дорожное покрытие

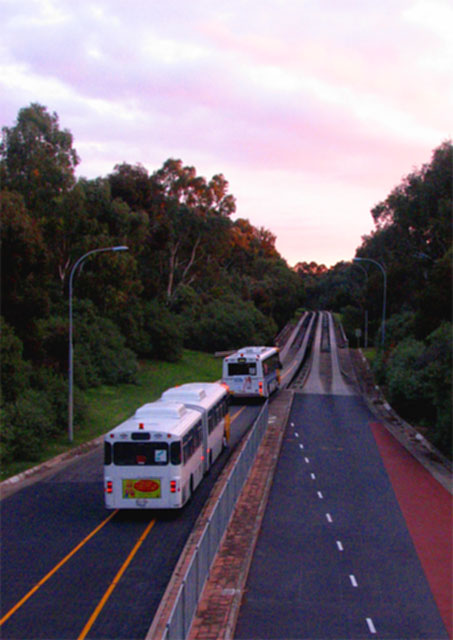
Автобусы, выезжающие на трассу

Покрытие О-Бана изготовлено из бетона и поднято над поверхностью земли из-за низкого качества почвы в районе реки Торренс, которая часто смещается из-за сейсмической активности. Большие бетонные пилоны ввинчены в почву на глубину до 4 метров, чтобы обеспечить стабильность конструкции. На пилонах расположены бетонные шпалы, на которых покоятся элементы трассы. Было установлено 5 600 пилонов, которые поддерживают 5 600 шпал и 4 200 Г-образных заготовок покрытия, расположенных с интервалом 12 метров. Ширина проезжей части на шпалах составляет 6,2 метра.
О-Бан начинается в восточной части центра города, откуда проходит по туннелю длиной 60 метров с ограничением скорости 40 км/ч. Скорость постепенно повышается до 80 км/ч на протяжении большей части пути до остановки Клемциг. По пути к станции пересадки Парадайз скорость составляет 100 км/ч, с ограничением 90 км/ч на поворотах. Ограничение на последнем участке пути до Ти Три Плаза составляет от 100 до 80 км/ч. Средняя скорость движения, включая остановки, составляет 60 км/ч. Во время испытаний на некоторых участках легко достигалась скорость 115 км/ч. На территории станций предельная скорость составляет 20 км/ч. Официально по решению суда, принятому в самом начале эксплуатации трассы, О-Бан считается дорогой. Это позволяет дорожной полиции следить за превышениями скорости с помощью камер и штрафовать нарушителей.
Машины также теоретически могут въехать на О-Бан с центрального въезда или любой станции пересадок. Об опасности водителей предупреждает большое количество знаков, а также специальное устройство, разрушающее картер автомобиля, пытающегося въехать на трассу. В среднем в год на О-Бан пытается въехать четыре машины, которые приходится убирать с помощью кранов.

## Автобусы

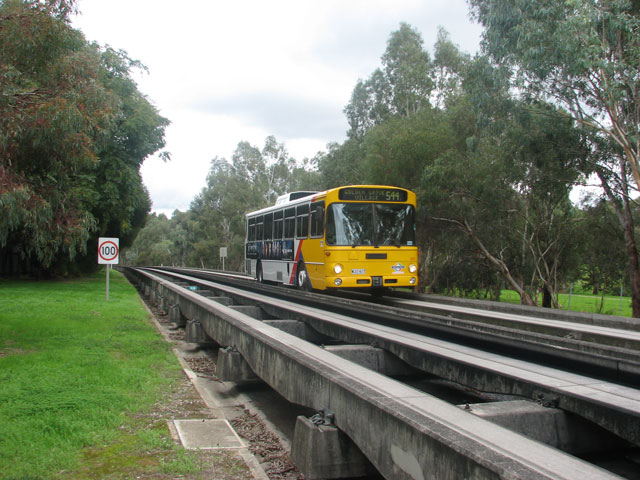
Автобус на О-Бане по пути в сторону города

Первыми автобусами, приобретёнными для использования на О-Бане, были модифицированные модели Mercedes-Benz О305. Было приобретён всего 41 одинарный и 51 сочленённый автобус, их стоимость вошла в первоначально заложенные в бюджет 98 миллионов австралийских долларов. Шасси были привезены из Германии и серьёзно модифицированы на заводе «Mitsubishi» в пригороде Аделаиды Тонсли. Мощность одинарных автобусов была увеличена до 240 л. с. (177 кВт), а сдвоенных — до 280 л. с. (207 кВт). Это были первые автобусы, способные развивать скорость 100 км/ч на городских маршрутах. Позже появились модифицированные автобусы Scania и MAN. Все машины оборудованы системой АБС, их тормозной путь до полной остановки — менее двух длин автобусов.

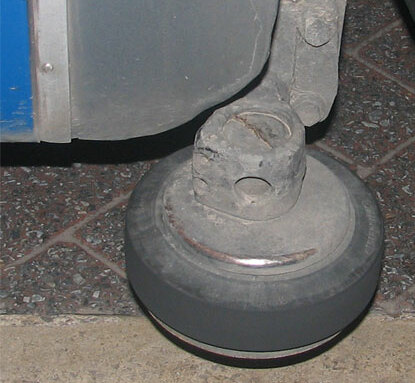
Направляющее колесо

Для удаления сломавшихся автобусов с трассы используется специально разработанный механизм, который называют «Dumbo». На ранних стадиях разработки проекта предполагалось, что все автобусы будут служить тягачами при необходимости, но эта идея столкнулась с жёсткой критикой со стороны профсоюза водителей транспорта, тогда и был приобретён «Dumbo». Если колесо автобуса лопается на трассе, направляющие колеса предотвращают сход машины с О-Бана, а алюминиевые внутренние колёса, расположенные в шине, позволяют автобусу добраться до ближайшей станции со скоростью 40 км/ч.
Направляющее колесо, выступающее с обеих сторон и служащее для позиционирования автобуса на трассе, является его наиболее важной частью, обеспечивающей движение по О-Бану. Соединённое непосредственно с рулевым механизмом, оно «рулит» автобусом на трассе и не даёт основным колёсам тереться о бортики. Хотя, строго говоря, водитель не обязан удерживать рулевое колесо во время движения по О-Бану, процедуры обеспечения безопасности требуют, чтобы он сохранял контроль над ситуацией. Перед каждой станцией расположен виброучасток трассы, служащий водителю напоминанием о том, что надо брать управление автобусом в свои руки. Направляющее колесо — наиболее тонкая часть всей конструкции и спроектировано так, чтобы отскакивать в результате резкого столкновения; ещё до открытия О-Бана направляющие колеса были установлены на некоторые автобусы обычных маршрутов, чтобы проверить их выносливость. Водителям пришлось быть более осторожными на обычных городских маршрутах, особенно после множества столкновений направляющих колёс с бордюрами.

## Станции пересадок

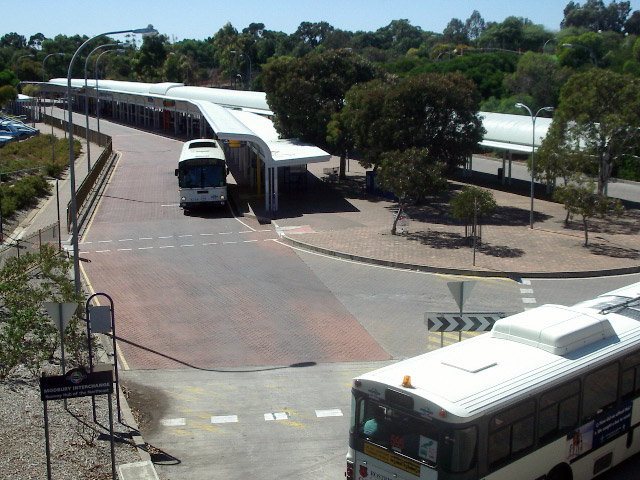
Станция пересадки Ти Три Плаза

Станция Клемциг — первая остановка на трассе, расположенная в трёх километрах от центра города в районе Клемциг (округ Пэйнам). Первоначальное её назначение — служить пересадочным узлом для автобусов маршрута 'Circle Line', которые ходят по малому городскому кольцу. Многие маршруты автобусов не останавливаются здесь. Рядом с остановкой расположена перехватывающая стоянка на 165 мест. В настоящее время она расширяется.
Станция пересадки Парадайз, вторая станция в шести километрах от центра города, расположена в районе Парадайз (округ Кэмпбеллтаун). Она служила окончанием трассы на стадии строительства 2, а теперь является местом пересадки на другие городские маршруты. Рядом со станцией расположена перехватывающая парковка на 625 мест.
Станция пересадки Ти Три Плаза — конечная точка трассы в 12 километрах от центра города, расположена в пригороде Модбери (округ Ти Три Гэлли). Она находится рядом с торговым центром Ти Три Плаза и является самой большой станцией О-Бана. Автобусы, проходящие через неё, обслуживают такие отдалённые пригороды, как Элизабет и Голден Гроув. Перехватывающая стоянка здесь может вместить 500 автомобилей.
С 2006 года по О-Бану были запущены автобусные маршруты в Международный аэропорт Аделаиды.

## Билеты

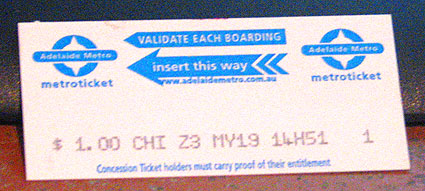
Билет на одну поездку

На О-Бане используется стандартная система оплаты проезда, принятая во всем городе. Билет на одну поездку субсидируется правительством штата на 2.90 австралийских доллара (для сравнения: каждый железнодорожный билет субсидируется на 8.80). Билеты продаются на станциях и в автобусах. Существуют специальные тарифы для студентов и держателей социальных карт, а также вне часов пик.
Стандартный билет в часы пик стоит $4.10 (вне часов пик — $3.80) и действителен в течение двух часов. Можно приобрести билет без ограничения числа поездок на целый день, а также билет на 10 поездок ($26.90). Льготные цены составляют $2.00 в часы пик и $1.20 в остальное время. Билеты можно использовать на любом виде общественного транспорта города, в том числе в трамваях и на пригородных поездах, их необходимо валидировать при посадке. Безбилетный проезд наказывается штрафом в $210.00.

## Окружающая среда

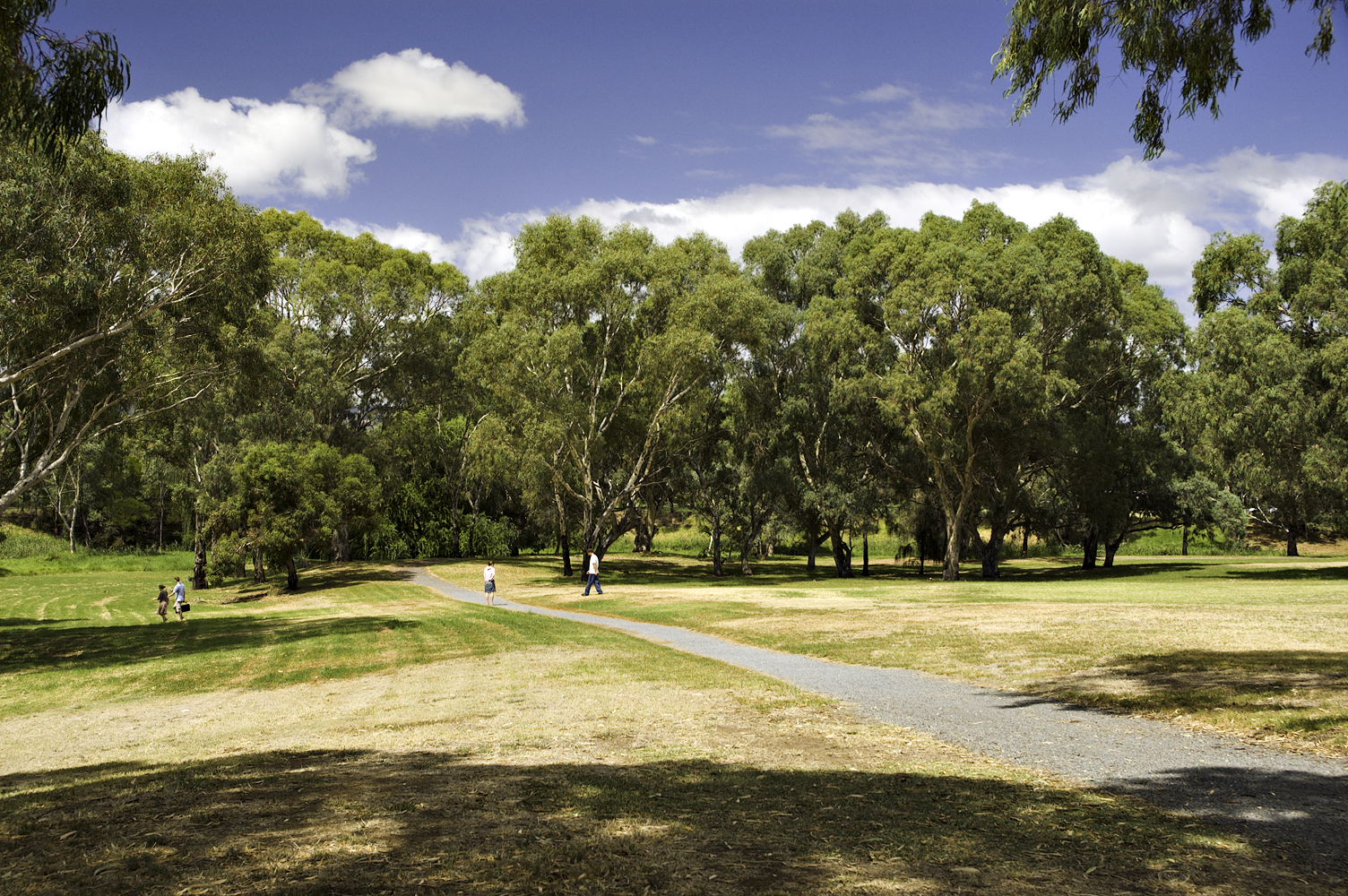
Регулярный парк, расположенный по обеим сторонам от О-Бана в районе станции Парадайз

С самого начала строительство О-Бана вместо предложенного ранее скоростного шоссе имело целью снизить зависимость населения города от машин. Шесть миллионов австралийских долларов или 6,5 % общей стоимости проекта было потрачено на благоустройство ущелья Торренс, в котором был создан парк. Было посажено более 150 000 деревьев и кустарников по обеим сторонам трассы, чтобы снизить загрязнение воздуха и уровень шума. Посадка была завершена в 1997 году. По соображениям охраны окружающей среды были предприняты усилия, чтобы выброс парниковых газов с О-Бана был нейтральным.
Первые автобусы использовали дизельное топливо, однако трасса вполне позволяет использовать машины на альтернативных источниках энергии. В период между июлем 2005 и маем 2006 года проводились эксперименты по использованию биотоплива. Испытывались также автобусы на природном газе, однако природный газ не стал стандартным топливом из-за заметного снижения мощности машин, особенно на участке трассы сразу за станцией Парадайз, где её угол наклона резко увеличивается. Конструкция О-Бана позволяет установку проводов для использования троллейбусов.